# Apocheiridium minutissimum
Apocheiridium minutissimum es una especie de arácnido del orden Pseudoscorpionida de la familia Cheiridiidae.

## Distribución geográfica
Se encuentra en Malasia.